# Ottaviano Andriani
Ottaviano „Ottavio“ Andriani (* 4. Januar 1974 in Francavilla Fontana) ist ein italienischer Langstreckenläufer, der sich auf die Marathonstrecke spezialisiert hat.

## Leben
Er begann seine Karriere zusammen mit seinem ebenfalls hochtalentierten Zwillingsbruder Antonio, der am 12. September 1994 bei einem Unfall im Meer ertrank. Seinem Andenken ist seit 1995 der Memorial Antonio Andriani, ein hochkarätig besetzter Straßenlauf in der Heimatstadt der Brüder, gewidmet.
1996 wurde Andriani bei seinem Debüt auf der 42,195-km-Distanz Neunter beim Venedig-Marathon. Im Jahr darauf siegte er beim Florenz-Marathon, bei den Europameisterschaften 1998 in Budapest belegte er den 20. Platz, und 1999 wurde er Sechster beim Venedig-Marathon.
2001 wurde er Zweiter bei Roma – Ostia und beim Rom-Marathon und stellte als Dritter des Mailand-Marathons mit 2:09:07 h seine persönliche Bestzeit auf. Bei den Europameisterschaften 2002 in München kam er auf den 19. Platz. Im Jahr darauf wurde er Vierter bei Roma – Ostia, Zweiter beim Turin-Marathon und Sechster beim New-York-City-Marathon. 2004 folgte ein zehnter Platz in New York.
Mit einem vierten Platz in Rom 2005 qualifizierte er sich für die Weltmeisterschaften in Helsinki, bei der er auf Rang 17 einlief. Im Jahr darauf wurde er Zehnter beim Paris-Marathon, und 2007 siegte er bei der Maratona d’Europa und wurde Fünfter in Mailand.
Bei den Olympischen Spielen 2008 in Peking kam er auf den 23. Platz.
2010 siegte er beim Treviso-Marathon vor seinem zeitgleich einlaufenden Freund Daniele Caimmi in 2:12:49 h und wurde Elfter bei den Europameisterschaften in Barcelona.
Ottaviano Andriani ist 1,72 m groß und wiegt 54 kg. Er wird von Piero Incalza trainiert und startet für den zur Polizia di Stato gehörenden Verein Fiamme Oro Padova. Seit 2005 ist er verheiratet.

## Persönliche Bestzeiten
- 10.000 m: 28:49,5 min, 25. September 1997, Bologna
- Halbmarathon: 1:01:40 h, 23. Februar 2003, Ostia
- Marathon: 2:09:07 h, 2. Dezember 2001, Mailand